# درخت آزاد

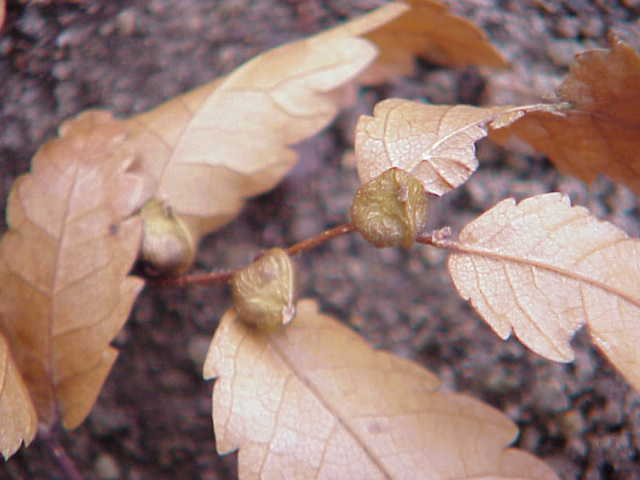
میوه درخت آزاد، اواخر پاییز

درخت آزاد، آزار دار، آزاددار، سیاهدار (نام علمی: Zelkova carpinifolia) درختی است بومی قفقاز و البرز (جنوب و جنوب غربی دریای خزر) که در منتهی‌الیه جنوب شرقی اروپا و جنوب غربی آسیا رویش دارد.
درخت آزاد، درختی است برگ ریز، با قامتی متوسط تا بزرگ به ارتفاع ۲۰ تا ۳۵ متر و تنه‌ای به قطر تا ۲ متر و تاجی گسترده و مزین و متمایز با برگ‌هایی به اندازه ۴ تا ۱۰ سانتی‌متر طول و ۲٫۵ تا ۶ سانتی‌متر عرض.
برگ‌های درخت آزاد، خشن، متناوب، خزان کننده، تخم مرغی یا بیضی، دندانه دار و کاغذی و با رگبرگ شانه‌ای هستند.
گل‌های آن ناشکوفا، دارای سطحی صاف و خشن و متمایل به رنگ سبز که در قاعده شکم دار و در انتها شکل و گرده افشانی آن به وسیله باد صورت می‌پذیرد.
درخت آزاد به عنوان درخت زینتی در اروپا کاشته می‌شود.
میوه فندقه کوچک ۵ تا ۶ میلیمتر قطری آن، بدون واسطه به کنار برگ متصل می‌شود.